# 妹 (曲)
「妹」（いもうと）は、かぐや姫7枚目のシングル。「神田川」、「赤ちょうちん」に続く“四畳半三部作”の第3弾。解散前最後のシングルである。

## 概要
シングル版はアルバム『かぐや姫LIVE』とはアレンジが異なり、こちらはスタジオ収録されたものである。
作詞の喜多条忠の実体験を元に書かれ、イントロなしでいきなり歌から入るアレンジは、瀬尾一三のアイデアである。
喜多條から送られてきた詞では文字数が足りず、連絡も取れなかったため、発表前に南が勝手に詞を付け足した。喜多條が亡くなる二週間前に見舞った時、それをようやく了承して貰えたという。
元乃木坂46のメンバーの衛藤美彩が、テレビ東京系『乃木坂工事中』のコーナーのひとつであった「みさみさのひとり家飲み」において、「私がいつか結婚したら、お兄ちゃんに(自身の披露宴で)歌ってほしい」と話す場面がある。
歌詞は友人に嫁ぐ両親亡き後、唯一家族である器量の悪い妹を心配する兄の心情が綴られている。
『夏この頃』は主人公の家族と家族ぐるみで付き合いのあったらしい主人公の友人が、山の事故で亡くなって寂しい想いを抱えた主人公の家族の様子を綴る歌詞で構成され、大切な人の死を悼む歌と思いきや、最後の“今朝早く兄貴から男の子生まれたと知られた 夏の暑い盛りに”と言う一節がある事から、暗にこの世には終わる命と生まれ来る命があると言う命の循環を歌った歌。

## チャート成績
累計で60万枚を売り上げた。

## 映画
1974年に、秋吉久美子の主演により映画化された。

## 収録曲
1. 妹 （4:12）
作詞：喜多条忠、作曲：南こうせつ、編曲：瀬尾一三
2. 夏この頃
作詞：伊勢正三、作曲：山田つぐと、編曲：瀬尾一三

## カヴァー
- 1975年、中条きよしのアルバム『深夜劇場』にカヴァーされている。
- 1977年、ティン・パン・アレーのアルバム『TIN PAN ALLEY 2』にカヴァーが収録されている。
- 2004年、藤井隆の妹として活躍しているアイドルグループ「いもうと」によりカヴァーされている。
- 2006年、松山千春のアルバム『再生』にカヴァーされている。
- 2007年、TM NETWORKのギタリストである木根尚登のソロアルバム『道』にカヴァーが収録されている。
- 2009年、ケイタクのアルバム『FOLK IS NOT DEAD』にカヴァーが収録されている。
- 2010年、西方裕之のシングル「おやじの舟唄」にカヴァーがカップリング収録されている。
- 2014年、坂本冬美のアルバム『Love Songs V ～心もよう～』にカヴァーが収録されている。
- 2015年、やなわらばーのアルバム『縁唄～フォークソングとやなわらばー～』にカヴァーが収録されている。
- 2015年、島津亜矢のアルバム『SINGER 3』にカヴァーが収録されている。